# Eugen Eger

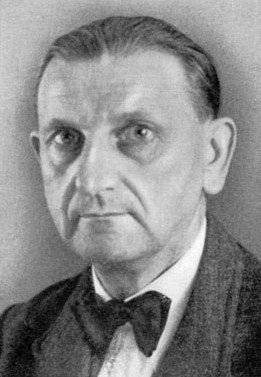
Eugen Eger

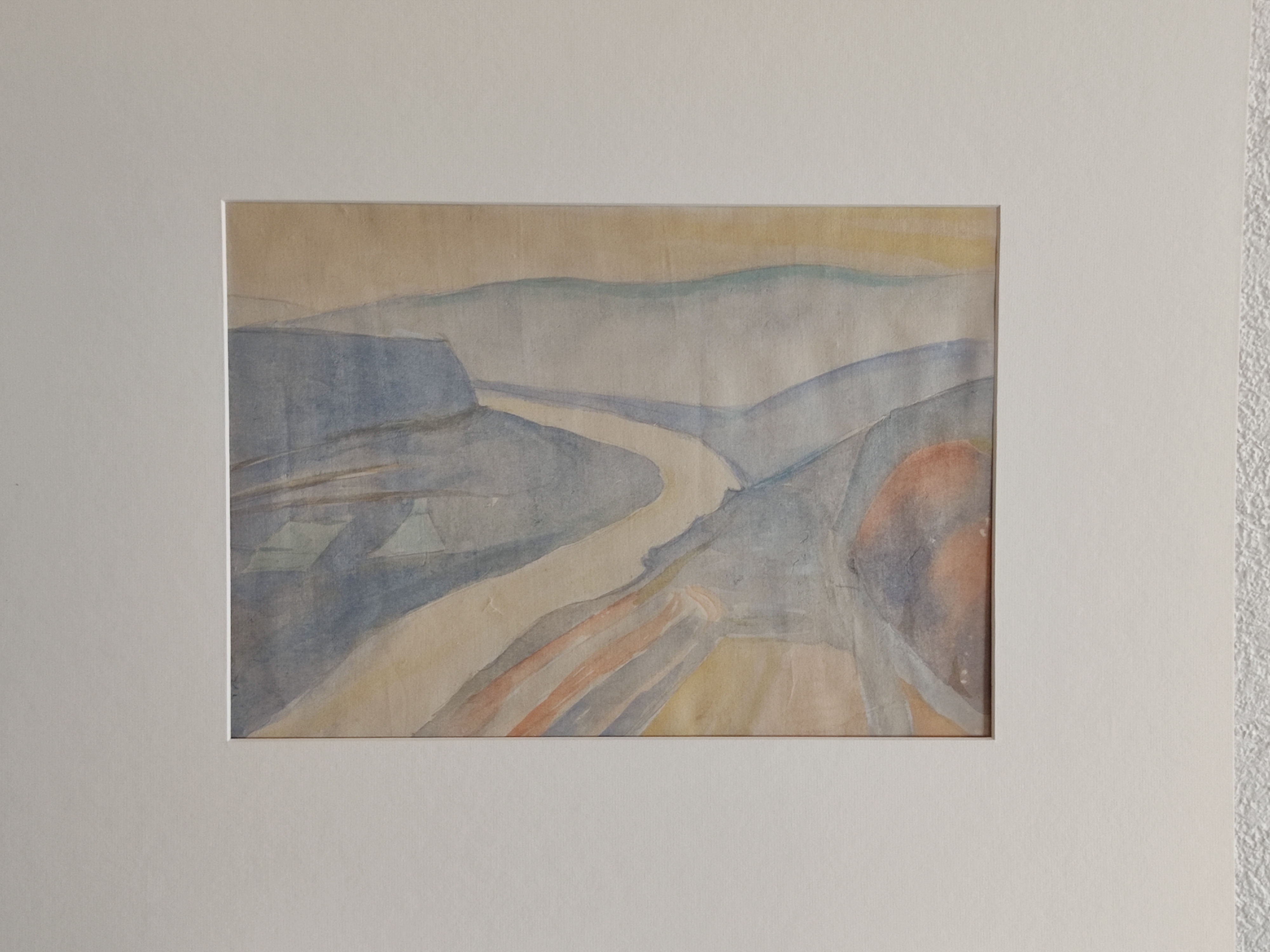
Eugen Eger, Ruhrschleife bei Essen (Baldeneysee) 1931

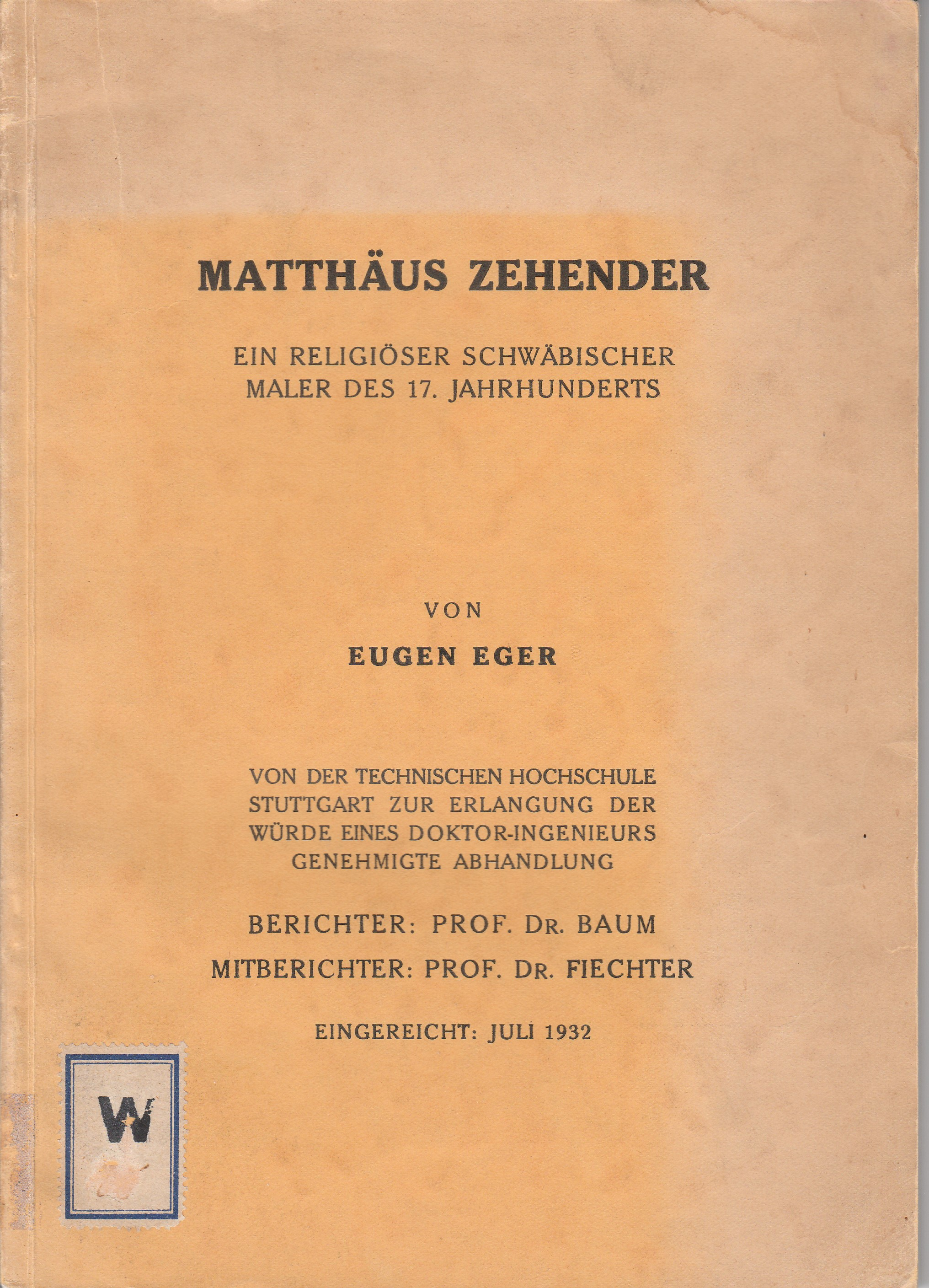
Dissertation von Eugen Eger

Eugen Eger (* 7. April 1887 in Stuttgart; † 10. Januar 1953 ebenda) war ein deutscher Architekt, der bei der Deutschen Reichsbahn und der Bundesbahn arbeitete. Er war bekennender Katholik. Von 1926 bis 1929 war er Vorsitzender des Katholischen Akademikerverbands Ulm und 1932 beim Katholikentag in Essen zweiter Vorsitzender der Kunstkommission.

## Leben und Wirken
Eger studierte nach dem Abitur an der Friedrich-Eugens-Realschule in Stuttgart von 1905 bis 1909 Architektur an der Technischen Hochschule Stuttgart. Ab August 1911 war er als Regierungsbauführer tätig. 1914 wechselte er zu den Königlich Württembergischen Staats-Eisenbahnen. Von 1914 bis 1918 leistete Eger Kriegsdienst. Im Januar 1920 wurde er stellvertretender Vorstand der Hochbausektion Stuttgart I der Deutschen Reichsbahn, im April 1922 Vorstand der Hochbausektion Ulm. Seit 1925 war er bekannt durch den Bau von Eisenbahner-Wohnsiedlungen und von Bahnhofdienstgebäuden. In Ulm wurde 1926 nach seinen Plänen mit dem Neubau des Franziskanerklosters in der Hasslerstraße begonnen. Ab 1929 arbeitete Eger als Hilfsarbeiter der Reichsbahndirektion Essen.
1933 wurde er an der Technischen Hochschule Stuttgart mit einer Schrift über den Barockmaler Matthäus Zehender promoviert. Berichterstatter war der Kunsthistoriker und Leiter des Ulmer Museums, Julius Baum. Die Dissertation ist in ihrer im Juli 1932 eingereichten Ausgabe Bischof Sproll gewidmet.
Für eine kurze Zeit wurde er 1935 zur Reichsbahndirektion Berlin versetzt, danach arbeitete er bis 1939 bei den Reichsbahndirektionen Saarbrücken und Mainz. Von 1939 bis zum Kriegsende war er erneut nach Berlin versetzt. Am 5. Mai 1940 beantragte er die Aufnahme in die NSDAP und wurde zum 1. Juli desselben Jahres aufgenommen (Mitgliedsnummer 8.154.952). Von Februar 1945 bis zur Pensionierung am 30. April 1952 war er wieder als Hochbaudezernent bei der Reichsbahndirektion Stuttgart tätig. Er war verantwortlicher Planer des Bahnhofs Ulm, dessen Planunterlagen er 1945 gerettet haben soll.
Es heißt in einer familiären Überlieferung, Eger sei wegen „politischer Unzuverlässigkeit“ häufig versetzt worden und habe „unterqualifizierte Tätigkeiten“ verrichten müssen. Ein Gästebuch verweise auf Kontakte zu katholischen Zusammenschlüssen und Personen. Sie werden in den Kontext von möglichen Widerstandshandlungen gestellt. Belege dafür liegen jedoch nicht vor.
Eger wurde in seinem Entnazifizierungsverfahren im Januar 1948 als entlastet eingestuft. Im Spruch wird anerkannt, er habe gemäß Art. 13 aktiven Widerstand nach Maß seiner Kräfte geleistet.
Eger hat Kunstführer zu Rothenburg ob der Tauber und Bad Mergentheim herausgegeben.

## Schriften
- (Hrsg.) Rothenburg o. d. Tauber. Ein Führer durch Geschichte und Kunst. Unter Mitarbeit von Georg Müller und Johannes Zeller. Geleitwort von Paul Bonatz. Kling, Bad Mergentheim o. J. (um 1921); mehrere Auflagen bis ca. 1936.
- (Bearbeiter) Rothenburg ob der Tauber. Kurzer Führer mit 1 Stadtplan und 21 Bildern. Ausgabe B des Führers durch Geschichte und Kunst. Kling, Bad Mergentheim o. J.
- (Hrsg.) Führer von Bad Mergentheim. Kling, Bad Mergentheim o. J. (um 1928).
- Matthäus Zehender. Ein religiöser schwäbischer Maler des 17. Jahrhunderts. Kling, Bad Mergentheim o. J. (1932; Dissertation, TH Stuttgart, 1933);[4] erschienen auch in: Alemania. Zeitschrift für alle Gebiete des Wissens und der Kunst. Jg. 6 (1932), H. 3/4, S. 153–238 (mit eigener Seitenzählung 1–86; bodenseebibliotheken.de).